# Pelé. Narodziny legendy
Pelé. Narodziny legendy (ang. Pelé: Birth of a Legend) – amerykański film biograficzny z 2016 roku w reżyserii Jeffa i Michaela Zimbalistów, z Kevinem de Paula w roli głównej, oparty na biografii piłkarza Edsona Arantesa do Nascimento.

## Premiera
Film miał swoją światową premierę podczas Festiwalu Filmowego w Tribeca 23 kwietnia 2016 roku. Do sal kinowych w Stanach Zjednoczonych obraz trafił 13 maja 2016 roku.

## Fabuła
Akcja filmu rozgrywa się w Brazylii w czasach współczesnych. Syn dawnego piłkarza Dondinho, pracującego jako salowy w szpitalu, zostaje zauważony przez łowcę talentów zespołu Santos FC. Chłopak trafia do drużyny młodzików i rozpoczyna karierę sportową, o której marzył jego ojciec. Fabuła oparta na biografii Pelégo.

## Obsada
W filmie wystąpili m.in.:
- Kevin de Paula jako Pelé
- Leonardo Lima Carvalho jako Pelé (dziecko)
- Seu Jorge jako Dondinho, ojciec Pelégo
- Mariana Nunes jako Celeste Arantes, matka Pelégo
- Milton Gonçalves jako Waldemar de Brito
- Seth Michaels jako Mario Zagallo
- Vincent D'Onofrio jako Feola
- André Mattos jako trener Santosu
- Phil Miler jako narrator (głos)
- Vivi Devereaux jako Austin Smith
- Colm Meaney jako George Raynor
- Pelé jako gość hotelowy
- Diego Boneta jako José Altafini
- Felipe Simas jako Garrincha